# 司祿一
飛馬座11，又名BD+02 4414，HD 207203、SAO 127060、HR 8328，是飛馬座的一颗恒星，视星等为5.64，位于銀經59.38，銀緯-36.56，其B1900.0坐标为赤經21h 42m 9.7s，赤緯+2° -36.56′ 25″。